# Pattaya United FC
Der Pattaya United FC (thailändisch สโมสรฟุตบอลพัทยา ยูไนเต็ด, RTGS Samoson Futbon Phatthaya Yunaitet) war ein professioneller Fußballverein aus Thailand in der Provinz Chonburi, der 1987 unter dem Namen FC Coke-Bangpra gegründet wurde und sich 2018 zugunsten des Samut Prakan City FC auflöste.

## Vereinsgeschichte

### FC Coke-Bangpra
Der Name des Vereins leitete sich ab aus dem Sponsor und der Gemeinde Bang Phra (บางพระ) im Landkreis Si Racha der Provinz Chonburi. Nachdem der Verein Jahre in der Provincial League Thailands verbracht hatte, gelang 2007 der Aufstieg in die Thailändische Premier League. Mit einem 11. Platz am Ende der Saison 2008 konnte die Liga ohne Probleme gehalten werden.
Nahezu direkt nach Abschluss der Saison gab es erste Gerüchte, dass der Verein nach Pattaya umziehen würde und unter einem neuen Namen weiter Bestand haben würde.

### Pattaya United FC
Mitte Dezember 2008 wurde bekannt, dass eine Firma Anteile am FC Coke-Bangpra der Firma Coca-Cola abkaufte. Zehn Prozent verblieben jedoch bei Coca-Cola, das auch weiterhin Hauptsponsor des Vereins sein wird. Pattaya United kaufte die Erstligalizenz von Coke-Bangpra, und praktisch der komplette Verein, inklusive Management, Präsidium und Spieler wurden komplett übernommen und nach Pattaya „transferiert“. Es war das erste Mal in der Geschichte des thailändischen Fußballs, dass ein Verein übernommen wurde und an einen anderen Ort installiert wird. Innerhalb der Fanszene Thailands stieß diese Art Übernahme auf Ablehnung. Neuer Präsident des Vereins wurde Sontaya Khunplome, der älteste Bruder von Wittaya Khunplome, Präsident des Vereins FC Chonburi und Itthipol Khunplome, dem amtierenden Bürgermeister der Stadt Pattaya.
Der Verein startete mit großen Problemen in die Saison 2009 und erhielt zur Sommerpause bereits den dritten Trainer in nur einer Saison. Begonnen wurde die Saison mit Pansak Ketwattha, dem früheren Trainer von Coke-Bangpra. Dieser wurde wegen Erfolglosigkeit im Juni entlassen und es folgte Wisoon Wichaya. Dieser wurde allerdings nach nur einer Woche von Jadet Meelarp abgelöst. Meelarp war Trainer der Meistermannschaft Chonburis 2007. Der Verein sorgte zudem in den Medien immer wieder für Aufsehen, da er sich fortlaufend über falsche Schiedsrichterentscheidungen gegen sich beschwerte. So ging zum Beispiel während eines Spiels die komplette Mannschaft für fünf Minuten vom Feld, nachdem einer ihrer Spieler die Gelb-Rote Karte erhielt. Im Ligaspiel gegen den FC Sriracha setzte Trainer Jedet Meelarp einen Spieler ein, der eigentlich gesperrt war. Anstatt einer Punktstrafe für den Verein, wurde lediglich der Trainer bestraft und musste für die nächsten Spiele auf die Tribüne. Pattaya United gewann das Spiel mit 1:0. So waren es am Ende der Saison genau jene drei Punkte, die Pattaya United vor dem Abstieg retteten. Der FC Chonburi holte sich nach Ende der Saison 2009 seinen alten Trainer Jedet zurück. Sein Nachfolger wurde Thawatchai Damrong-Ongtrakul. Es ist seine erste Trainerstation, nachdem er seine aktive Karriere 2009 beendet hatte.
Nach sechs Jahren in der Thai Premier League stiegen die „Dolphins“ 2014 in die zweithöchste Spielklasse, die Thai Premier League Division 1, ab. Im Januar 2015 wurde der Club an Enigma Sport Ventures (ESV), den Sportbereich der Enigma Global, verkauft. Es war der erste Besitzerwechsel in der Vereinsgeschichte. 2015 wurde auch der erste ausländische Trainer, Sean Luke Sainsbury aus England, sowie mehrere Spieler vom Ligakonkurrenten Muangthong United verpflichtet. Ebenfalls wurden mehrere ausländische Spieler, u. a. Lee Won-young und Milan Bubalo verpflichtet, sodass der Aufstieg in die Thai Premier League gelang. Ab 2016 spielte Pattaya United wieder erstklassig. 2016 wurde Pattaya United von der Kariti Thanee Group unter Führung von Tanet Phanichewa übernommen.
Nach der Saison 2018 entschied man sich im November den Verein aufzulösen und mit dessen Lizenz nach Samut Prakan zu ziehen. Hier wurde ein neuer Verein unter dem Namen Samut Prakan City FC gegründet.

## Stadion
Seine Heimspiele trug der Verein zuletzt im Nongprue Municipality Stadium (thailändisch สนามเทศบาลหนองปรือ), auch einfach nur Nong Prue Stadium (thailändisch สนามกีฬาหนองปรือ) oder Dolphin Stadium genannt, aus. Ursprünglich 3000 Zuschauer fassend, wurde die Kapazität durch Renovierungsarbeiten auf etwa 5500 erhöht. Eigentümer ist die Nong Prue Municipality. Nachdem der Verein aufgelöst worden war, wurden die Hintertortribünen wieder abgebaut. Das Stadion hat nun wieder ein Fassungsvermögen von rund 3000 Zuschauern.

### Spielstätten
| Saison      | Stadion | Stadionname                                             | Standort                   | Kapazität | Eigentümer                                      | Koordinaten                       |
| ----------- | ------- | ------------------------------------------------------- | -------------------------- | --------- | ----------------------------------------------- | --------------------------------- |
| 2008        |         | Chonburi Stadium                                        | Chonburi, Provinz Chonburi | 8680      | Chonburi Provincial Administration Organization | 13° 20′ 10,9″ N, 100° 57′ 23,1″ O |
| 2009 – 2010 |         | Nong Prue Stadium                                       | Pattaya, Provinz Chonburi  | 3000      | Nong Prue Municipality                          | 12° 55′ 27,6″ N, 100° 56′ 13,8″ O |
| 2011        |         | Institute of Physical Education Chonburi Campus Stadium | Chonburi, Provinz Chonburi | 11.000    | Institute of Physical Education                 | 13° 24′ 40,7″ N, 100° 59′ 37″ O   |
| 2012 – 2018 |         | Nong Prue Stadium                                       | Pattaya, Provinz Chonburi  | 5500      | Nong Prue Municipality                          | 12° 55′ 27,6″ N, 100° 56′ 13,8″ O |

## Trainer
| Name                         | Zeit beim Pattaya United FC | Zeit beim Pattaya United FC |
| Name                         | von                         | bis                         |
| ---------------------------- | --------------------------- | --------------------------- |
| Pansak Ketwattha             | 2007                        | 2008                        |
| Jadet Meelarp                | 1. Januar 2009              | 30. Juni 2009               |
| Thawatchai Damrong-Ongtrakul | 1. Januar 2010              | 30. November 2010           |
| Jatuporn Pramualban          | Dezember 2010               | November 2011               |
| Chalermwoot Sa-ngapol        | Dezember 2011               | April 2013                  |
| Chatchai Paholpat            | April 2013                  | Juni 2013                   |
| Jadet Meelarp                | Juni 2013                   | Dezember 2013               |
| Trongyod Kinsrisook          | Dezember 2013               | November 2014               |
| Juan Cortés                  | 1. Juli 2014                | 30. Juni 2015               |
| Sean Luke Sainsbury          | 1. Januar 2015              | 1. Dezember 2015            |
| Surapong Kongthep            | April 2015                  | Juli 2015                   |
| Lim Jong-heon                | 1. April 2015               | 30. November 2015           |
| Miloš Joksić                 | 1. Januar 2016              | 28. Mai 2016                |
| Jetsada Jitsawad (interim)   | 1. Juni 2016                | 27. Juni 2016               |
| Kim Hak-chul                 | 27. Juni 2016               | 31. Dezember 2016           |
| Surapong Kongthep            | 1. Januar 2017              | 30. November 2018           |

## Ehemalige Spieler
| - Atthipol Poolsap - Niweat Siriwong - Wichan Nantasri - Somporn Yos - Thanaphol Huangprakone - Satsanapong Wattayuchutikul - Santitorn Lattirom - Tanasak Srisai - Nattaporn Phanrit - Wattana Playnum - Pattara Piyapatrakitti - Siwakorn Tiatrakul - Chaiyawat Buran - Wongsakorn Chaikultewin - Jetsada Jitsawad - Suphanan Bureerat - Picha Autra - Woranat Thongkhruea - Teeraphol Yoryoei - Chayawat Srinawong - Surachet Ngamtip - Amorn Thammanarm - Premwut Wongdee - Sasa Disic - Seeket Madputeh - Chanin Sae-ear - Laksana Kamruen - Phanuwat Jinta - Moussa Sylla | - Tana Chanabut - Santi Chaiyaphuak - Anuwat Inyin - Patiphan Pinsermsootsri - Mongkol Namnuad - Kasidech Wettayawong - Tanongsak Promdard - Pathompol Charoenrattanapirom - Phaisan Pona - Mongkol Tossakrai - Chainarong Tathong - Supravee Miprathang - Todsaporn Sri-reung - Narit Taweekul - Anusak Laosangthai - Pumin Kaewta - Jaroensak Wonggorn - Peeradon Chamratsamee - Jakkapan Praisuwan - Adisak Waenlor - Narakorn Khana - Kignelman Athanase - Prawit Prariwanta - Sompob Nilwong - Somchai Singmanee - Piyaphon Phanichakul - Piyarat Lajungreed - Anucha Kitphongsri - Kittisak Hochin | - Tossaporn Chuchin - Nopparat Sakun-ood - Sarawut Kanlayanabandit - Buncha Yimchoi - Thanongsak Panpipat - Patiwat Khammai - Carlão - Rafinha - Lukian - Cristiano Lopes - Diego - Léo - Wellington Priori - Antonio Pina - Júnior Negrão - Andre Araújo - O.J. Obatola - Efe Jerry Obode - Ajoku Obinna - Keisuke Ogawa - Nikorn Anuwan - Narit Taweekul - Theerawesin Seehawong - Prasit Kotmaha - Wirajroj Chanteng - Pichit Ketsro - Kriangkrai Pimrat | - Ahn Byeong-geon - Lee Won-young - Kim Tae-yeon - Kim Jin-kyu - Kim Do-yeon - Kang Bong-jun - Yoon Si-ho - Yoo Jae-ho - Aleksandar Jevtić - Miloš Stojanović - Milan Bubalo - Nikola Komazec - Francisco Javier González Muñoz - Borja Navarro García - Ludovick Takam - Miloš Juhász - Rod Dyachenko - Ri Kwang-chon - Jun Kochi - Hikaru Minegishi - Roberto Merino Ramírez - Soony Saad - Paulo Roberto - Niranrit Jarernsuk - Rangsarit Sutthisa - Yukiya Sugita - Jeera Jarernsuk - Niranrit Jarernsuk - Shinnaphat Leeaoh |

## Torschützen

### Beste Torschützen
| Saison | Name              | Tore |
| ------ | ----------------- | ---- |
| 2008   | Tana Chanabut     | 4    |
| 2009   | Anderson Aquático | 4    |
| 2010   | Ludovick Takam    | 17   |
| 2011   | O.J. Obatola      | 8    |
| 2012   | Ludovick Takam    | 10   |
| 2013   | Rod Dyachenko     | 7    |
| 2014   | Cristiano Lopes   | 14   |
| 2015   | Milan Bubalo      | 20   |
| 2016   | Júnior Negrão     | 20   |
| 2017   | Miloš Stojanović  | 15   |
| 2018   | Lukian            | 18   |

### Torschützen 2016 bis 2018
| Saison 2016                     | Saison 2016 | Saison 2017             | Saison 2017 | Saison 2018             | Saison 2018 |
| Name                            | Tore        | Name                    | Tore        | Name                    | Tore        |
| ------------------------------- | ----------- | ----------------------- | ----------- | ----------------------- | ----------- |
| Júnior Negrão                   | 20          | Miloš Stojanović        | 15          | Lukian                  | 18          |
| Soony Saad                      | 9           | Aleksandar Jevtić       | 8           | Chayawat Srinawong      | 7           |
| Suphanan Bureerat               | 3           | Peeradon Chamratsamee   | 7           | Carlão                  | 6           |
| Wongsakorn Chaikultewin         | 2           | Lee Won-young           | 7           | Picha Autra             | 5           |
| Pathompol Charoenrattanapirom   | 2           | Picha Autra             | 6           | Jakkapan Praisuwan      | 3           |
| Woranat Thongkhruea             | 2           | Wellington Priori       | 3           | Lee Won-young           | 3           |
| Yoo Jae-ho                      | 2           | Chainarong Tathong      | 3           | Peeradon Chamratsamee   | 1           |
| Francisco Javier González Muñoz | 1           | Suphanan Bureerat       | 2           | Suphanan Bureerat       | 1           |
| Tanasak Srisai                  | 1           | Woranat Thongkhruea     | 2           | Woranat Thongkhruea     | 1           |
| Supravee Miprathang             | 1           | Surachet Ngamtip        | 2           | Jaroensak Wonggorn      | 1           |
| Yukiya Sugita                   | 1           | Chayawat Srinawong      | 1           | Pumin Kaewta            | 1           |
| Antonio Pereira Pina Neto       | 1           | Mongkol Tossakrai       | 1           | Teeraphol Yoryoei       | 1           |
| Wichan Nantasri                 | 1           | Peemwit Thongnitiroj    | 1           | Sarawut Kanlayanabandit | 1           |
|                                 |             | Santitorn Lattirom      | 1           | Rafinha                 | 1           |
|                                 |             | Wongsakorn Chaikultewin | 1           |                         |             |

## Saisonplatzierung
| Saison | Liga                           | Liga  | Liga   | Liga | Liga | Liga | Liga  | Liga   | Liga     | Pokal               | Pokal         | Pokal         |
| Saison | Liga                           | Level | Spiele | S    | U    | N    | Tore  | Punkte | Position | FA Cup              | League Cup    | Queen’s Cup   |
| ------ | ------------------------------ | ----- | ------ | ---- | ---- | ---- | ----- | ------ | -------- | ------------------- | ------------- | ------------- |
| 2007   | Thai Premier League Division 1 | 2     | 22     | 11   | 8    | 3    | 30:14 | 41     | 2. ▲     |                     |               |               |
| 2008   | Thai Premier League            | 1     | 30     | 8    | 11   | 11   | 24:27 | 35     | 11.      |                     |               |               |
| 2009   | Thai Premier League            | 1     | 30     | 7    | 11   | 12   | 27:33 | 32     | 11.      | Achtelfinale        |               | Halbfinale    |
| 2010   | Thai Premier League            | 1     | 30     | 12   | 9    | 9    | 43:38 | 45     | 6.       | Viertelfinale       | Viertelfinale | Viertelfinale |
| 2011   | Thai Premier League            | 1     | 34     | 14   | 11   | 9    | 38:27 | 53     | 4.       | Achtelfinale        | 2. Runde      |               |
| 2012   | Thai Premier League            | 1     | 34     | 9    | 10   | 15   | 35:47 | 37     | 15.      | 3. Runde            | Achtelfinale  |               |
| 2013   | Thai Premier League            | 1     | 32     | 9    | 2    | 21   | 39:66 | 29     | 17. ▼    | 3. Runde            | 1. Runde      |               |
| 2014   | Thai Premier League Division 1 | 2     | 34     | 12   | 5    | 17   | 42:53 | 41     | 14.      | 1. Runde            | Achtelfinale  |               |
| 2015   | Thai Premier League Division 1 | 2     | 38     | 18   | 11   | 9    | 77:40 | 65     | 2. ▲     | Qualifikationsrunde | Viertelfinale |               |
| 2016   | Thai Premier League            | 1     | 31     | 9    | 7    | 15   | 46:66 | 34     | 12.      | 2. Runde            | Achtelfinale  |               |
| 2017   | Thai League                    | 1     | 34     | 15   | 6    | 13   | 60:53 | 51     | 8.       | 2. Runde            | Achtelfinale  |               |
| 2018   | Thai League                    | 1     | 34     | 13   | 7    | 14   | 50:62 | 46     | 8.       | 2. Runde            | Achtelfinale  |               |

## Pattaya United B
Die B-Mannschaft trug ihre Heimspiele im Nongprue-Municipality-Stadion aus.

### Saisonplatzierung
| Saison | Liga                 | Liga   | Liga | Liga | Liga | Liga  | Liga   | Liga     |
| Saison | Liga                 | Spiele | S    | U    | N    | Tore  | Punkte | Position |
| ------ | -------------------- | ------ | ---- | ---- | ---- | ----- | ------ | -------- |
| 2018   | Thai League 4 - East | 27     | 4    | 11   | 12   | 19:34 | 23     | 10.      |

### Torschützen Saison 2018
| Name                         | Tore |
| ---------------------------- | ---- |
| Jitti Khumkudkamin           | 3    |
| Suparak Kamsiang             | 2    |
| Prasittichai Perm            | 2    |
| Thanat Boulom                | 1    |
| Phattharavee Chaisut         | 1    |
| Chainathip Rueangchai        | 1    |
| Tanongsak Promdard           | 1    |
| Rafinha                      | 1    |
| Sirimongkol Tungcharoennuruk | 1    |
| Nawapol Phukbunchoet         | 1    |
| Hikaru Minegishi             | 1    |
| Siripong Kongjaopha          | 1    |

### Ehemalige Spieler
| - Thanat Boulom - Nawapol Phukbunchoet - Prasittichai Perm - Thiti Thumporn - Jakthip Chaiyakot - Taradin Meekamrai | - Phiphatthanaphong Siraamporn - Atchariya Sukkhanwandi - Arnon Nontharket - Ittiporn Luengthong - Phoomin Mongkholmafai - Pittaya Nuchkrasae | - Suchakaree Hemjantuk - Peerawit Rungsangthip - Thawatchai Krajangjaeng - Jitti Khumkudkamin - Chinathip Rueangchai |

## Trikotsponsor
| Zeitraum | Sponsor         | Branche            | Land     |
| -------- | --------------- | ------------------ | -------- |
| 2008     | Coca-Cola       | Getränkehersteller | USA      |
| 2009     | Chang           | Getränkehersteller | Thailand |
| 2010     | Ocean One Tower | Condominium        | Thailand |
|          | Chang           | Getränkehersteller | Thailand |
| 2011     | true            | Kommunikation      | Thailand |
|          | Chang           | Getränkehersteller | Thailand |
| 2012     | true            | Kommunikation      | Thailand |
|          | Chang           | Getränkehersteller | Thailand |
| 2013     | true            | Kommunikation      | Thailand |
|          | Chang           | Getränkehersteller | Thailand |
|          | King Power      | Duty-Free          | Thailand |
| 2014     | Chang           | Getränkehersteller | Thailand |
| 2015     | Bang & Olufsen  | Elektronik         | Dänemark |
| 2016     | NNK Nongnaka    | Kosmetik           | Thailand |
| 2017     | SANWA           | Sanitär            | Thailand |
| 2018     | SANWA           | Sanitär            | Thailand |

## Ausrüster
Die Ausrüster im Überblick:
| Zeitraum | Ausrüster   | Land     |
| -------- | ----------- | -------- |
| 2008     | Grand Sport | Thailand |
| 2009     | Grand Sport | Thailand |
| 2010     | Grand Sport | Thailand |
| 2011     | Grand Sport | Thailand |
| 2012     | Grand Sport | Thailand |
| 2013     | Grand Sport | Thailand |
| 2014     | Grand Sport | Thailand |
| 2015     | Warrix      | Thailand |
| 2016     | Tamudo      | Thailand |
| 2017     | ARI         | Thailand |
| 2018     | ARI         | Thailand |

## CLUB Rangliste
Stand: 27. November 2018

### Thailand
| Platz | Mannschaft           | Punkte |
| ----- | -------------------- | ------ |
| 1.    | Buriram United       | 1553   |
| 2.    | Muangthong United    | 1499   |
| 3.    | Bangkok United       | 1422   |
| 10.   | Police Tero FC       | 1298   |
| 11.   | PATTAYA UNITED       | 1298   |
| 12.   | Nakhon Ratchasima FC | 1279   |

### Asien
| Platz | Mannschaft                | Punkte |
| ----- | ------------------------- | ------ |
| 1.    | Jeonbuk Hyundai Motors FC | 1640   |
| 2.    | AL Duhail SC              | 1633   |
| 3.    | Kashima Antlers           | 1619   |
| 147.  | Police Tero FC            | 1298   |
| 148.  | PATTAYA UNITED            | 1298   |
| 149.  | Albirex Niigata           | 1298   |

### Welt
| Platz | Mannschaft         | Punkte |
| ----- | ------------------ | ------ |
| 1.    | Manchester City    | 2031   |
| 2.    | Juventus Turin     | 2027   |
| 3.    | FC Barcelona       | 1986   |
| 1374. | Centre Salif Kéita | 1298   |
| 1375. | PATTAYA UNITED     | 1298   |
| 1376. | Club Aurora        | 1298   |